# Долгоног (растение)
Долгоног (лат. Macropodium) — род травянистых растений семейства Капустные (Brassicaceae).

## Ботаническое описание
Многолетние травянистые растения. Листья цельные.
Чашелистики прямостоячие, не мешковидные при основании. Лепестки линейно-лопатчатые, белые, с неясным ноготком. Тычинки длинные, выдающиеся из венчика. Срединных медовых желёзок нет; боковые свободные, сильно развитые, окружающие полукольцами основания коротких тычинок и посылающие по направлению к длинным тычинкам отчасти охватывающие их, вздутые на концах придатки (выросты). Рыльце сидячее, очень маленькое, слабо двулопастное. Плод — широкий сплюснутый стручок с плоскими створками, снабженными одной срединной жилкой и сетью жилочек, с плодоножкой (гинофором), достигающей иногда до 12 мм длины и больше, висячий или редко горизонтальный или восходящий. Семена плоские, чечевицеобразные, однорядные; зародыш краекорешковый.

## Виды
Род включает 2 вида:
- Macropodium nivale (Pall.) R.Br. — Долгоног снеговой
- Macropodium pterospermum F.Schmidt — Долгоног крылосемянный, или Долгоног крылатосемянный